# モンシェリCoCo
『モンシェリCoCo』（モンシェリココ）は、大和和紀による日本の漫画作品、およびそれを原作とするテレビアニメである。

## ストーリー
主人公のココ＝シャルマンは、パリに住むファッションデザイナーのたまご。フランス人の父（繊維会社社長）と日本人の母（実家は京都・西陣の生地問屋）を持つハーフである。恋と友情を交えつつ、ファッション界に新風を巻き起こそうとするココの姿を描く。

## 漫画
原作漫画は、講談社の『週刊少女フレンド』に1971年第17号から同年第50号まで連載された。

### 書誌情報
- 大和和紀 『モンシェリCoCo ニューモードをあなたに[3]』 講談社〈講談社コミックス フレンドシリーズ〉、全3巻
  1. 1972年8月28日発売
  2. 1972年8月28日発売
  3. 1972年8月28日発売
- 大和和紀 『モンシェリCoCo』 講談社〈KCデラックス ポケットコミック〉、全3巻
  1. 1997年4月11日発売 ISBN 4-06-319794-8
  2. 1997年4月11日発売 ISBN 4-06-319795-6
  3. 1997年4月11日発売 ISBN 4-06-319796-4

## テレビアニメ
1972年8月27日から同年11月26日までTBS系列の『不二家の時間』枠（日曜 19時30分 - 20時00分）で放送。日本テレビ動画とTBSの共同製作で、実制作は前番組『アニメドキュメント ミュンヘンへの道』から引き続き日本テレビ動画が担当した。全13話。
本作の制作主任であった下崎闊（別名：真佐美ジュン）の回想によれば、チーフディレクターの正延宏三との仕事上のトラブルから下崎が8月末で制作主任を降りたことで立ち行かなくなり、当初の予定2クールのところ局発注額分の1クール分を作った時点で制作終了になったということである。安藤健二の調査では、第10話以降は日本テレビ動画の実質的な経営者であった渡邉清（別名：新倉雅美）が「プロデューサー」のクレジットから消え、渡邊自身も1972年10月9日付で日本テレビ動画の取締役を辞任しており、何らかのトラブルの存在をうかがわせている。
『不二家の時間』枠で放送のテレビアニメは、本作が最後となっている。また『不二家の時間』枠の廃止以後も、TBSはこの時間帯にテレビアニメを放送していない。
本作が全編ビデオソフト化されたことはないが、オープニング映像に関してはハミングバード（現：ワーナーミュージック・ジャパン）から発売された『マニア愛蔵版 懐かし〜いTVアニメテーマコレクション』（規格 - LD・VHS）に収録されている。再放送は、1975年にTBSのみの関東ローカルで行われた後（『テレポートTBS6』の放送開始前まで月曜 - 金曜 18時00分 - 18時30分に再放送）、1990年代初頭にもレモンチャンネル（現・キッズステーション）で行われた。

### 登場人物・キャスト
- ココ（声 - 広川あけみ）
- ジェローム（声 - 森功至）
- ナタリー（声 - つかせのりこ）
- パン屋（声 - 富田耕生）
- シェリル編集長（声 - 北浜晴子）
- サンダーキリー（声 - 栗葉子）
- アンジェリカ（声 - 松島みのり）
- パパ（ラザレフ）（声 - 勝田久）
- ママ（理恵子）（声 - 中西妙子）
- マダム＝エル（声 - 慎伸子）

この他にも以下の声優が演者となっているが、各人ともに担当役名は不詳。
- 北川米彦、矢田耕司、山田俊司（後のキートン山田）、楕信子、岡本敏明、吉田理保子、柳沢絋子

### スタッフ
- チーフディレクター - 正延宏三
- プロデューサー - 渡邉清（日本テレビ動画・第9話まで[5]）、忠隅昌（TBS）高橋貞夫
- プロデューサー補 - 佐々木一雄（日本テレビ動画）、白畠豊彦（スタジオテイク）
- プランナー - 吉沢京夫
- コスチューム＆キャラクターデザイン - 河村都
- 演出 - 大貫信夫（スタジオテイク）、富野 喜幸（現：富野由悠季） ほか
- 演出助手 - 伊藤幸松
- コンテ - 岡迫和之、小室富士夫、斧谷喜幸
- 構成 - 卑田純
- 脚本 - 斉藤次郎、吉原幸栄 他
- 制作進行 - 伊藤幸松
- 作画監督 - 鈴木満、大坂竹志、菊田武勝
- 原動画  - 谷口守泰、曽木豊海、金子當行、藤巻隆一、秋山恵美子、江部敏春
- 作画/仕上/背景/制作協力  - 日本テレビ動画新潟スタジオ、スタジオテイク、スタジオ・ルック、スタジオジョーク、アド・リブ、アトリエローク07

- 進行 - 小西正夫
- 仕上 - 小出カオル
- 撮影監督 - 管谷正明（株式会社珊瑚礁）
- 美術監督 - 井岡雅宏
- 背景 - 平林茂
- 現像 - 東洋現像所（現：IMAGICA Lab.）
- 編集 - 鶴淵允寿
- 音楽 - 大柿隆
- 選曲 - 松原武俊
- 音響効果 - 月岡弘（石田サウンドプロダクション〈現：フィズサウンドクリエイション〉）
- 音響制作 - オーディオ・プランニング・ユー
- 録音スタジオ - アオイスタジオ
- 録音監督 - 浦上靖夫
- 制作主任 - 下崎闊 、佐藤哲
- 製作 - 日本テレビ動画、TBS

### 主題歌
オープニングテーマ - 「モンシェリ ココ」
作詞 - 有馬三恵子 / 作曲・編曲 - 川口真 / 歌 - 中島まゆこ
挿入歌「まごころ」
作詞 - 有馬三恵子 / 作曲・編曲 - 川口真 / 歌 - 中島まゆこ
両曲ともに、2013年4月8日にソニー・ミュージックダイレクト（現：ソニー・ミュージックレーベルズ）から発売された限定CD『アイドル・ミラクルバイブルシリーズ 69〜71 Girls 中島まゆこ・北野ルミ』に収録。

### 各話リスト
| 話数 | サブタイトル                 | 放送日         |
| ---- | ---------------------------- | -------------- |
| 1    | かわいいあの子               | 1972年 8月27日 |
| 2    | ココのケーキやさん           | 9月3日         |
| 3    | わたしはデザイナー           | 9月10日        |
| 4    | わすれられないひと           | 9月17日        |
| 5    | 泣きたい時は泣こう           | 10月1日        |
| 6    | チャンス到来                 | 10月8日        |
| 7    | いじわるなファッションショー | 10月15日       |
| 8    | もう一度さようなら           | 10月22日       |
| 9    | ピンチだアタック！           | 10月29日       |
| 10   | もう子どもじゃない           | 11月5日        |
| 11   | じゃまをするなら変身作戦     | 11月12日       |
| 12   | 母をたずねて日本へ           | 11月19日       |
| 13   | しあわせは京都からパリへ     | 11月26日       |

9月24日には、本作に替わって前番組『アニメドキュメント ミュンヘンへの道』の特別編が放送された。

### 放送局
- TBS（当時・東京放送）：日曜 19:30 - 20:00
- 北海道放送：日曜 19:30 - 20:00[6]
- 青森テレビ：日曜 19:30 - 20:00[7]
- 岩手放送：日曜 19:30 - 20:00[7]
- 秋田放送：火曜 18:00 - 18:30[8]
- 山形放送：火曜 18:00 - 18:30[8]
- 東北放送：日曜 19:30 - 20:00[7]
- 福島テレビ：日曜 19:30 - 20:00[7]
- 新潟放送：日曜 19:30 - 20:00[9]
- 信越放送：日曜 19:30 - 20:00[10]
- テレビ山梨：日曜 19:30 - 20:00[11]
- 静岡放送：日曜 19:30 - 20:00[11]
- 北陸放送：日曜 19:30 - 20:00[9]
- 福井放送：火曜 18:00 - 18:30[12]
- 中部日本放送（現・CBCテレビ）：日曜 19:30 - 20:00[13]
- 朝日放送：日曜 19:30 - 20:00[14]
- 山陰放送：日曜 19:30 - 20:00[15][注釈 1]
- 日本海テレビ：火曜 18:00 - 18:30[15][注釈 1]
- 山陽放送：日曜 19:30 - 20:00[16]
- 中国放送：日曜 19:30 - 20:00[16]
- 四国放送：火曜 18:00 - 18:30[17]
- 南海放送：火曜 18:00 - 18:30[18]
- テレビ高知：日曜 19:30 - 20:00[19]
- RKB毎日放送：日曜 19:30 - 20:00[20]
- 長崎放送：日曜 19:30 - 20:00[20]
- 熊本放送：日曜 19:30 - 20:00[20]
- 大分放送：日曜 19:30 - 20:00[18]
- 宮崎放送：日曜 19:30 - 20:00[21]
- 南日本放送：日曜 19:30 - 20:00[21]
- 琉球放送：日曜 19:30 - 20:00[22]